# Бланшетт, Кейт
Кэ́трин Эли́с «Кейт» Бла́ншетт (англ. Catherine Elise «Cate» Blanchett; род. 14 мая 1969, Айвенго, Виктория, Австралия) — австралийская актриса театра, кино, телевидения и озвучивания. Признана киноведами и критиками одной из лучших и разносторонних актрис своего поколения.
Большой успех и признание в актёрской среде ей принесли роли в фильмах «Елизавета» (1998), «Авиатор» (2004), «Скандальный дневник» (2006), «Меня там нет» (2007), «Золотой век» (2007), «Жасмин» (2013), «Кэрол» (2015) и «Тар» (2022), за которые она была удостоена множества профессиональных наград и номинаций. В начале 2000-х годов также приобрела широкую известность как исполнительница роли Галадриэль в кинотрилогии «Властелин колец» (2001, 2002, 2003). За работы в кино является обладательницей премий «Оскар» (2005, 2014), «Золотой глобус» (1999, 2008, 2014, 2023), BAFTA (1999, 2005, 2014, 2023) и Гильдии киноактёров США (2004, 2005, 2014). Номинантка на премию «Тони» за участие в бродвейской постановке по пьесе Антона Чехова «Безотцовщина» (2017).
За свою актёрскую карьеру, охватывающую более трёх десятилетий, Кейт Бланшетт снялась более чем в 50 фильмах и приняла участие в 22 театральных постановках. В 2008 году была удостоена именной звезды на Голливудской «Аллее славы».

## Биография и карьера

### Ранние годы и образование
Кэтрин Элис Бланшетт родилась 14 мая 1969 года в Айвенго, пригороде Мельбурна, штат Виктория, в семье Роберта и Джун Бланшетт (урожд. — Гэмбл). Её отец был родом из Техаса и служил морским офицером. Женившись на Джун, которая работала учителем в школе Мельбурна, он эмигрировал в Австралию и начал заниматься рекламным бизнесом. Когда Кэтрин было всего десять лет, он скончался от сердечного приступа, и воспитание троих детей — Кэтрин, её старшего брата Боба (в настоящее время он компьютерный инженер) и младшей сестры Женевьевы (в настоящее время она театральный костюмер и дизайнер) — легло на плечи матери.
Посещала начальную школу Ivanhoe East Primary School в Мельбурне, потом пошла в Ivanhoe Girls' Grammar School, а затем в Женский методистский колледж Мельбурна. Там состоялось её первое появление на сцене — она приняла участие в нескольких постановках школьного театра, в том числе в «Одиссее Реньона Джонса». Затем Кейт продолжила обучение в Мельбурнском университете, где изучала искусство и экономику. Однако вскоре она оставила университет и уехала путешествовать по Англии. Когда истёк срок визы, Кейт, практически без денег, а также без определённых планов отправилась в Египет, где в гостинице познакомилась с постояльцем, предложившим ей сняться в массовке в египетском фильме о боксе. Так как девушке нужны были деньги, она согласилась.

### Начало актёрской карьеры: первые роли в театре
Возвратившись в Австралию, Кейт поступила в Национальный институт драматического искусства. На протяжении всего периода обучения она считалась одной из самых способных студенток своего курса и с отличием окончила институт в 1992 году. Первые же опыты Бланшетт на театральной сцене принесли ей восторженные отзывы критиков. После завершения учёбы она приняла участие в постановке Сиднейской театральной компании «Классные девчонки» по пьесе английской писательницы Кэрил Черчилль, затем исполнила роль Фелиции Бауэр в постановке «Кафкианские танцы». Критики высоко оценили её актёрское мастерство в этом спектакле, и в 1993 году Бланшетт получила премию «Общества театральных критиков Сиднея» за лучший дебют. Далее последовало участие в постановке «Олеанна», истории об университетском профессоре (его сыграл Джеффри Раш), обвинённом студенткой Кэрол в сексуальном преследовании. Роль Кэрол принесла Бланшетт вторую награду — её назвали лучшей новой театральной актрисой 1993 года.

### Первые роли в кино
С успехом играя в театре, Кейт начала пробовать свои силы на телевидении и в кино. Её дебют на телевидении состоялся в 1989 году, когда она сыграла эпизодическую роль в сериале «Джи Пи» о работе больницы на окраине Сиднея. В 1993—1995 годах она приняла участие в нескольких довольно успешных телевизионных фильмах и телесериалах («Полицейские силы», «Родина», «Город у границы»), но не прекращала играть в театре. Джеффри Раш, ещё с институтских времён восхищавшийся талантом актрисы, пригласил её на роль Офелии в своей постановке «Гамлета», и критики вновь высоко оценили её игру. В 1995 году актриса появилась в трёх театральных проектах — «Нежная Феба», «Танец слепого гиганта» и «Буря» по одноимённой пьесе Уильяма Шекспира, где исполнила роль Миранды.
В 1996 году последовала первая заметная работа в кино — короткометражная драма «Парклэндс», где Бланшетт исполнила главную роль. Фильм рассказывал историю девушки Рози, которая узнала правду о коррумпированном прошлом недавно скончавшегося отца.

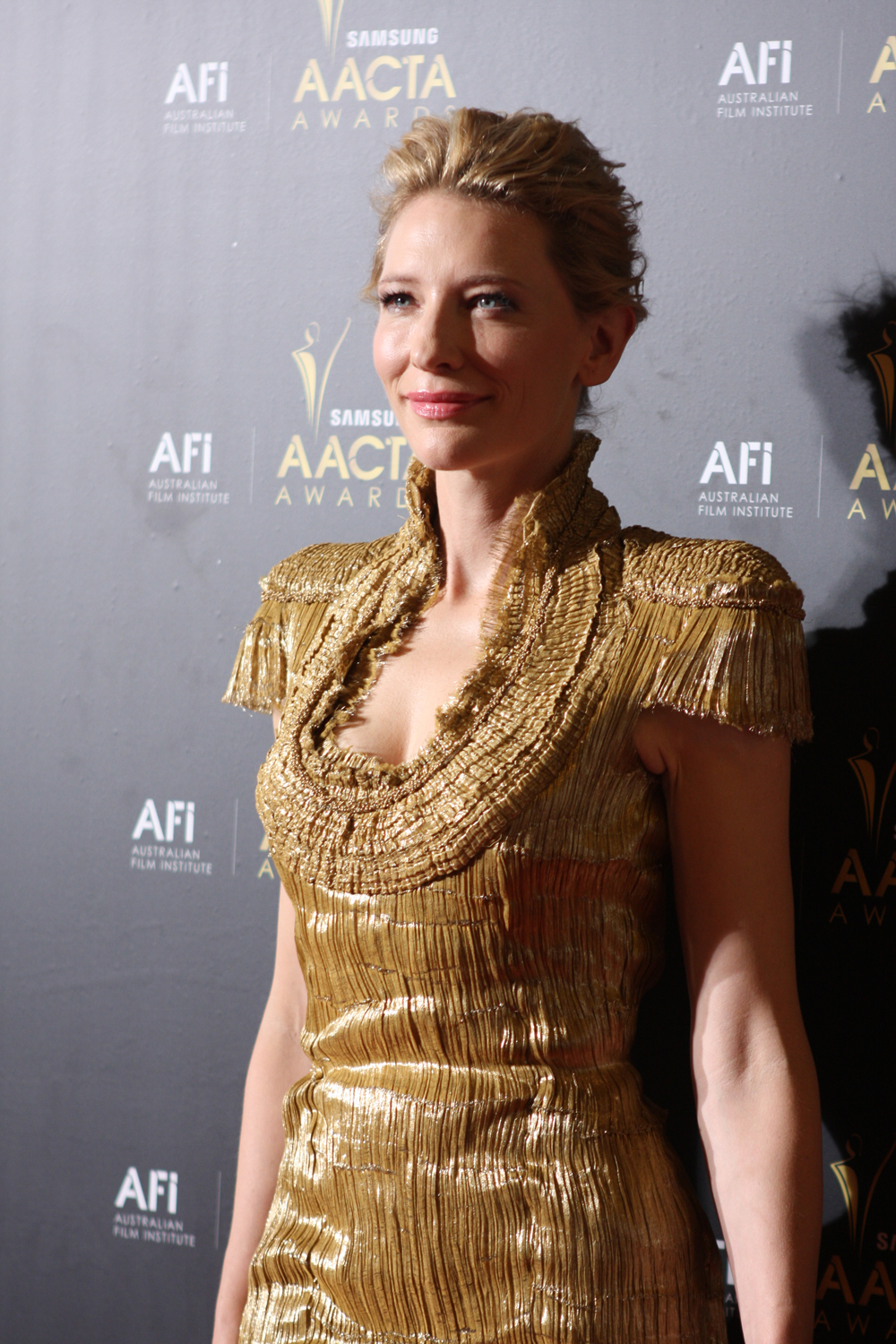
Кейт Бланшетт на церемонии вручения премии «AACTA Awards» в 2012 году

С тех пор внимание актрисы в значительной степени переключилось на кино. В 1997 году она появилась только в одной театральной постановке, сыграв Нину в «Чайке» по пьесе А. П. Чехова, но в то же время на экраны вышло сразу три фильма с её участием. Сначала была роль медсестры Сьюзан Макарти в драме «Дорога в рай» с Гленн Клоуз и Фрэнсис Макдорманд — фильме о женщинах, которых во время Второй мировой войны свела судьба в японском концентрационном лагере для военнопленных на острове Суматра.
Далее последовала романтическая комедия «Слава Богу, он встретил Лиззи», которую австралийские критики назвали самым пикантным и остроумным фильмом года. Роль Лиззи принесла Бланшетт первые кинонаграды — премию Австралийского института кино и премию Общества кинокритиков Австралии (обе — за лучшую женскую роль второго плана).
Третьим фильмом 1997 года для Бланшетт стала историческая мелодрама «Оскар и Люсинда» по одноимённому роману Питера Кэри, за который в 1988 году писатель был удостоен Букеровской премии. Продюсеры сначала сопротивлялись намерению режиссёра Джиллиан Армстронг пригласить на главную женскую роль Бланшетт — на тот момент она была популярна только в Австралии и неизвестна в США и других странах, — но затем уступили, увидев предыдущие работы актрисы в кино. Кейт исполнила роль богатой наследницы Люсинды Лепластриер, которая на пути в Австралию встречает за карточным столом бедного священника Оскара Хопкинса (в его роли снялся британский актёр Рэйф Файнс) и предлагает ему пари — Оскар обязуется в целости и сохранности доставить в Австралию стеклянную церковь, построенную на принадлежащем Люсинде стекольном заводе, а девушка в случае удачи предприятия обещает отдать ему всё своё состояние. Хотя фильм явно не был рассчитан на широкого зрителя и не имел больших сборов в прокате — при бюджете в 12 млн дол. его прибыль составила около 2 млн, — критики положительно оценили первую главную роль Бланшетт в полнометражном кино, назвав созданный ею образ Люсинды ярким и убедительным. Кроме того, Бланшетт была номинирована как лучшая актриса на премию Общества кинокритиков Австралии.

### Признание
Главным событием 1998 года для Бланшетт стала роль королевы Англии Елизаветы I в исторической драме индийского режиссёра Шекхара Капура «Елизавета». В фильме были отражены юность Елизаветы I, обстоятельства её восхождения на трон и ранний период правления. Одним из центральных сюжетов стала история любви молодой королевы и её фаворита лорда Роберта Дадли, графа Лестера. Партнёрами Бланшетт по фильму были Джозеф Файнс, Джеффри Раш и Венсан Кассель, сыгравшие соответственно лорда Дадли, советника королевы сэра Фрэнсиса Уолсингема и претендента на её руку эксцентричного герцога Анжуйского, будущего короля Франции Генриха III. Благодаря роли Елизаветы Бланшетт приобрела мировую известность. Она была номинирована на получение премии «Оскар» и премии Гильдии киноактёров США, завоевала награды «Золотой глобус» и BAFTA. Пресса же вновь восторженно отозвалась о её игре — по мнению критиков актриса идеально справилась с ролью и создала впечатляющий образ великой королевы.

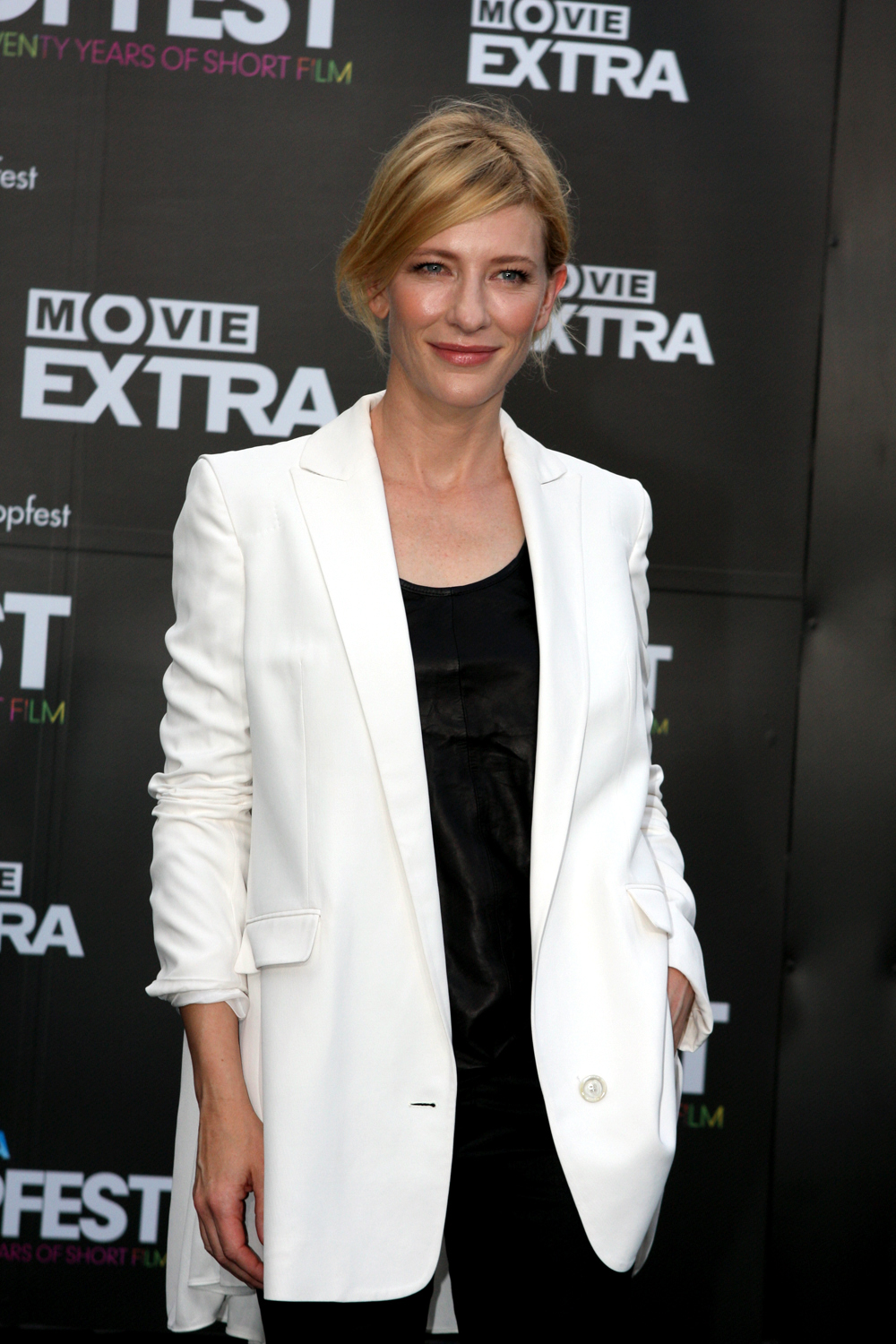
Кейт Бланшетт на открытии фестиваля «Tropfest» в Сиднее в 2012 году

В 1999 году Бланшетт чередовала игру на сцене со съёмками в кино. Она была задействована в двух театральных проектах в Лондоне — спектакле «Изобилие» и постановке театра Олд Вик «Монологи вагины» (помимо Бланшетт на сцене появились Кейт Уинслет, Джулианна Мур, Мелани Гриффит и Джиллиан Андерсон).
В том же году один за другим на экраны вышло четыре фильма с её участием — девятиминутная короткометражная картина «Истории потерянных душ», костюмная мелодрама «Идеальный муж» по пьесе Оскара Уайльда, комедия «Управляя полётами» и психологический триллер «Талантливый мистер Рипли» по одноимённому роману Патриции Хайсмит. В последних трёх фильмах она исполняла роли второго плана, воплотив на экране три абсолютно разных по характеру образа. В «Идеальном муже», где её партнёрами были Минни Драйвер, Руперт Эверетт и Джулианна Мур, она сыграла леди Гертруду Чилтерн, супругу английского аристократа и политика, а в фильме «Управляя полётами» — Конни, жену героя Джона Кьюсака, авиадиспетчера Ника Фальцоне. Летом 1999 года Бланшетт снялась в одной из частей фильма мужа «Тайны заблудших душ» — короткометражке Bangers. В «Талантливом мистере Рипли» Бланшетт исполнила небольшую роль богатой аристократки Мередит Лог. Режиссёр Энтони Мингелла опасался, что Бланшетт может отказаться от роли, сочтя её незначительной, но актриса, прочитав сценарий, согласилась принять участие в фильме. Хотя в оригинальном романе героини Бланшетт вообще не существовало, Мингелла дописал её роль, увеличив длительность сцен с появлением актрисы. В конечном итоге Бланшетт была номинирована на премию BAFTA как лучшая актриса второго плана.
В 1999 году журнал People включил Бланшетт в список 50-ти самых красивых людей мира.
В 2000 году Бланшетт появилась в двух картинах. В первом фильме — драме Салли Поттер «Человек, который плакал» с участием Джона Туртурро, Джонни Деппа и Кристины Риччи — Бланшетт исполнила роль Лолы, русской танцовщицы кабаре. Также в этом фильме снялся Олег Янковский, сыгравший эпизодическую роль отца главной героини.
Вторым фильмом этого года был мистический триллер Сэма Рэйми «Дар». Роль ясновидящей Аннабель Уилсон стала очередным важным этапом в развитии кинокарьеры актрисы. Действие фильма происходит в провинциальном городке американского юга. Вдова Аннабель растит в одиночку троих сыновей, видит призраков и зарабатывает на жизнь, предсказывая будущее по картам таро. Благодаря своему дару она помогает полиции раскрыть загадочное дело об исчезновении молодой женщины и разоблачить убийцу. Фильм собрал более 44 миллионов долларов в мировом прокате, но получил достаточно сдержанные отзывы критиков, которые приписали его успех исключительно мастерству Бланшетт: 

Австралийская актриса Кейт Бланшетт («Элизабет») качественной игрой единолично спасает «Дар» от абсолютного конфуза.Оригинальный текст (англ.)Australian actress Cate Blanchett («Elizabeth»), a class act, single-handedly saves «The Gift» from utter embarrassment.— Guthmann, Edward. «Sam Raimi’s „Gift“ A Hokey Parody»
Так, спустя всего два года после фильма «Елизавета», Бланшетт стала одной из самых популярных актрис Голливуда, однако из-за плотного графика съёмок ей пришлось надолго оставить театр. В 2001 году она снялась с Брюсом Уиллисом и Билли Бобом Торнтоном в криминальной комедии Барри Левинсона «Бандиты» — истории о двух грабителях, к которым присоединяется сбежавшая от мужа героиня Бланшетт домохозяйка Кейт Уилер.
Далее последовало участие в первом фильме монументальной кинотрилогии Питера Джексона «Властелин колец» по роману Дж. Р. Р. Толкина. В «Братстве кольца» и следующих двух частях Бланшетт предстала перед зрителями в роли Галадриэль, прекрасной и могущественной королевы эльфов.

### Неудачи

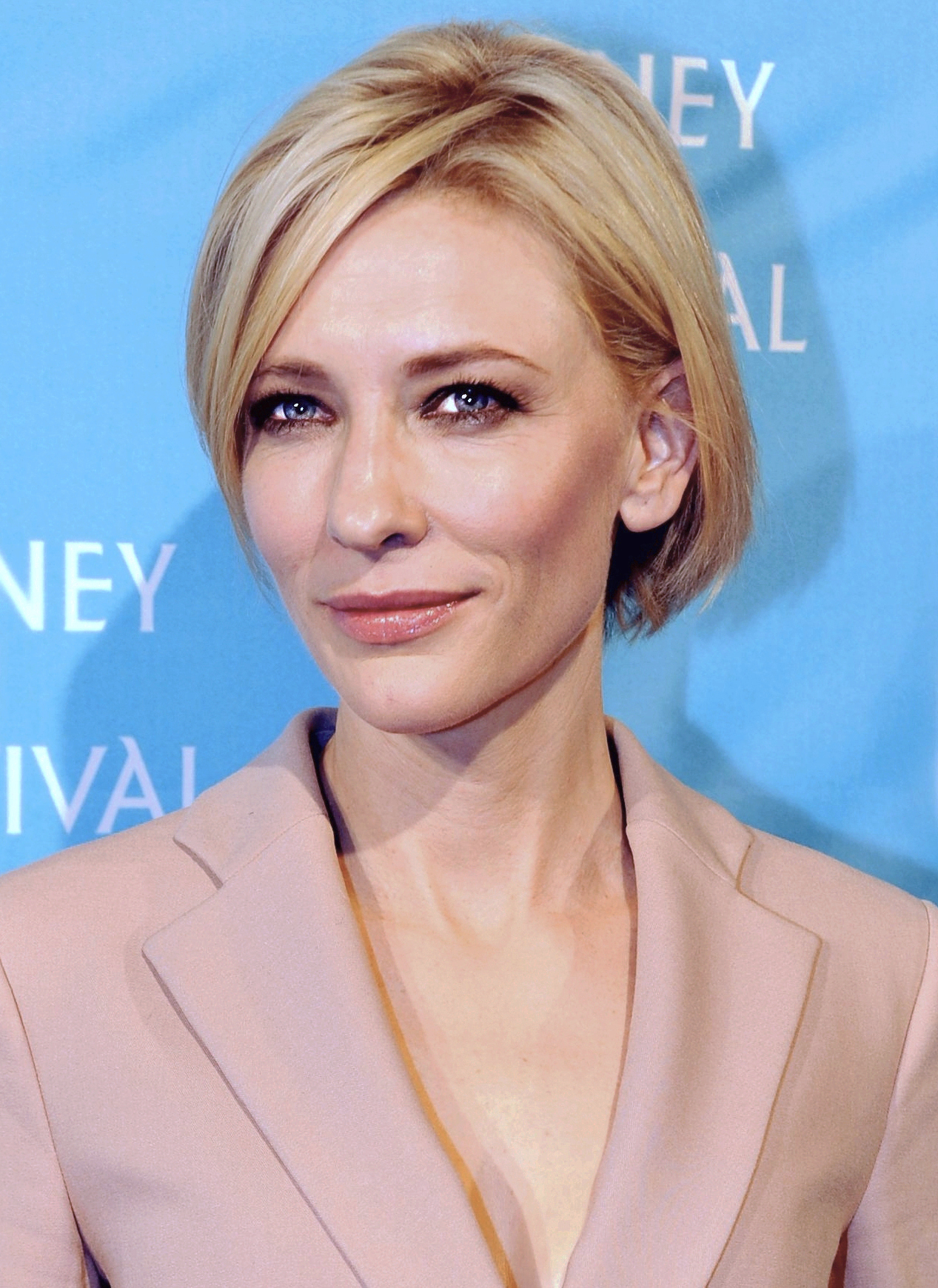
Кейт Бланшетт на Международном кинофестивале в Сиднее в 2011 году

В 2001 году Бланшетт снялась ещё в двух картинах — военной драме «Шарлотта Грей» (экранизации бестселлера Себастьяна Фолкса) и мелодраме «Корабельные новости». Опыт работы с Джиллиан Армстронг, режиссёром первого фильма, у актрисы уже был — четырьмя годами ранее они работали вместе над фильмом «Оскар и Люсинда». На этот раз Армстронг сняла фильм о Второй мировой войне, а Бланшетт исполнила главную роль. Работая в госпитале, её героиня шотландка Шарлотта Грей знакомится с лётчиком-англичанином Питером Грегори. Между молодыми людьми вспыхивает любовь. Узнав о том, что во время боевого вылета самолёт её возлюбленного сбили где-то во Франции, Шарлотта решает отправиться на его поиски. Чтобы добиться цели, она поступает в разведшколу, проходит обучение и отбывает в оккупированную фашистами Францию с заданием наладить контакт с членами Сопротивления. Этот фильм, на производство которого было затрачено 27 миллионов долларов, был на тот момент самым дорогостоящим фильмом Великобритании, однако он провалился в прокате, собрав на родине всего 3 миллиона долларов, а в США немногим больше 700 тысяч.
Фильм шведского режиссёра Лассе Халльстрема «Корабельные новости» по роману Энни Пру тоже не снискал особых восторгов у публики несмотря на сильный актёрский состав — партнёрами Бланшетт были Кевин Спейси, Джулианна Мур и Джуди Денч. В этом фильме актриса исполнила второстепенную роль взбалмошной красотки Петал Беар, которая, забеременев от случайной связи с работником типографии Койлом (героем Кевина Спейси), выходит за него замуж. Вскоре Петал погибает, а Койл увозит их дитя на Ньюфаундленд.
В 2001 году Бланшетт была одной из претенденток на роль Кларисы Старлинг в фильме «Ганнибал». В итоге роль досталась Джулианне Мур.
В 2002 году Бланшетт приняла предложение режиссёра Тома Тыквера, автора фильма «Беги, Лола, беги», сняться в его новой картине «Рай». Сценарий этого фильма достался Тыкверу в наследство от польского режиссёра Кшиштофа Кесьлёвского, который скончался, не успев воплотить в жизнь задуманную кинотрилогию по «Божественной комедии» Данте. Для участия в съёмках Бланшетт пришлось постричься наголо. В этом драматическом фильме Бланшетт исполнила роль учительницы-англичанки Филиппы. Филиппа живёт на родине мужа в Турине. Когда её муж и несколько учеников погибают от передозировки наркотиков, она решает наказать виновного в их гибели доктора, подпольного наркоторговца и проносит в здание его офиса бомбу. В результате взрыва гибнут четверо совершенно невинных человек. Филиппу, пребывающую в шоке от содеянного, арестовывает полиция, но затем в неё влюбляется молодой офицер полиции Филиппо, присутствовавший на допросах в качестве переводчика, и помогает Филиппе бежать. Фильм вошёл в конкурсную программу 52-го Берлинского кинофестиваля, завоевал несколько престижных кинонаград на родине Тома Тыквера в Германии, но не окупился в прокате.

### Первый «Оскар» и пик популярности
В 2003 году Бланшетт снялась в ещё одном фильме, где затрагивалась проблема незаконного оборота наркотиков, — криминальной драме Джоэла Шумахера «Охота на Веронику». В основе сценария лежали реальные события — история ирландской журналистки Вероники Герин, открыто объявившей войну наркобаронам. После ряда громких расследований она была приговорена криминальными авторитетами к смерти и застрелена в 1996 году. Игра Бланшетт вновь не разочаровала критиков: они нашли безупречным то мастерство, с которым она воплотила на экране образ отважной Вероники.
В том же году Бланшетт появилась в одном из эпизодов чёрно-белого киноальманаха Джима Джармуша «Кофе и сигареты». В других эпизодах фильма снялись Стив Бушеми, Роберто Бениньи, Билл Мюррей, а также музыканты Том Уэйтс и Игги Поп. Далее последовало участие в паре с Томми Ли Джонсом в драматическом вестерне Рона Говарда «Последний рейд», в котором героиня актрисы Мэгги Гилкесон отправляется на розыски пропавшей дочери.
В 2004 году Бланшетт сыграла второстепенную роль беременной журналистки в эксцентрической комедии «Водная жизнь со Стивом Зиссу», в котором были задействованы такие актёры, как Билл Мюррей, Оуэн Уилсон, Анжелика Хьюстон и Уиллем Дефо.
В том же году актриса приняла участие в съёмках биографической драмы Мартина Скорсезе «Авиатор» о судьбе миллионера Говарда Хьюза — лётчика, изобретателя, плейбоя и режиссёра. Роль голливудской кинозвезды Кэтрин Хепбёрн, любовницы Хьюза (его сыграл Леонардо Ди Каприо), принесла Бланшетт ошеломляющий успех. За лучшую женскую роль второго плана она была удостоена премии «Оскар», получила награды Британской киноакадемии и Гильдии киноактёров, была номинирована на целый ряд престижных кинонаград, в том числе на получение премии «Золотой глобус». Также в 2004 году Бланшетт после пятилетнего перерыва появилась на сцене театра, исполнив главную роль в постановке «Гедда Габлер» по одноимённому произведению норвежского драматурга Генрика Ибсена.
В том же 2004 году Бланшетт предложили сыграть роль фотографа Анны Камерон в драме «Близость», но она вынуждена была отказаться, так как была беременна вторым ребёнком. В итоге в фильме снялась Джулия Робертс.
В 2005 году Бланшетт сделала небольшую паузу и приняла участие в единственном фильме у себя на родине — в паре с Хьюго Уивингом она снялась в криминальном триллере «Маленькая рыбка». За роль женщины, пытающейся после четырёх лет лечения от наркомании порвать с прошлым и начать жизнь с чистого листа, она получила премию Австралийского института кино.
В мае 2006 года Бланшетт представила на Каннском кинофестивале новую картину со своим участием — драму Алехандро Гонсалеса Иньярриту «Вавилон», где её партнёрами стали Брэд Питт и Гаэль Гарсиа Берналь. Бланшетт предстала в картине в роли туристки Сьюзан, которая вместе с мужем пересекает на автобусе Северную Африку и становится жертвой случайной пули. Фильм был высоко оценён критиками и получил премию фестиваля за лучшую режиссуру.
Кроме того, Бланшетт снялась в романтическом триллере «Хороший немец» — фильме Стивена Содерберга о послевоенном Берлине, где её партнёром стал Джордж Клуни, — и драме «Скандальный дневник». За роль в последнем фильме, где актриса сыграла завязавшую роман с учеником преподавательницу, Бланшетт была номинирована на «Золотой глобус» и «Оскар».
Бланшетт снова снялась у Шекхара Капура в фильме «Золотой век» — исторической драме о королеве Англии Елизавете I и её фаворите, мореплавателе сэре Уолтере Рэли, в роли которого задействован Клайв Оуэн. Это второе появление актрисы в роли Елизаветы I в проекте режиссёра Капура, которая принесла ей новые номинации на премии «Оскар», «Золотой глобус» и BAFTA.

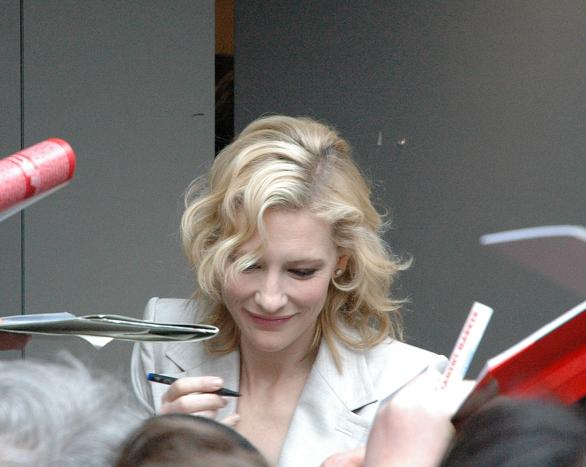
Кейт Бланшетт в Берлине в 2005 году

В 2007 году на Венецианском кинофестивале картина Тодда Хейнса «Меня там нет» получила специальный приз жюри, а Кейт Бланшетт, сыгравшая наряду с Ричардом Гиром, Хитом Леджером и другими актёрами одну из семи ипостасей певца Боба Дилана, была названа лучшей актрисой смотра. А в 2008 году выиграла очередной «Золотой глобус» в номинации «лучшая актриса второго плана» за эту роль и была номинирована на «Оскар» и BAFTA в аналогичных категориях.
В 2008 году выходит фильм Стивена Спилберга «Индиана Джонс и Королевство хрустального черепа», продолжение цикла об Индиане Джонсе, где Кейт досталась роль советского агента злодейки Ирины Спалько. Продюсер фильма Фрэнк Маршалл сказал, что Спалько продолжает традиционное отношение любви и ненависти Индианы к каждой женщине, с которой он вступает в контакт. Бланшетт уже несколько лет хотела сыграть отрицательный персонаж и рада была стать частью проекта об Индиане, так как ей нравились предыдущие фильмы. Спилберг оценил актрису как «мастера маскировки», считает её своим любимым злодеем в «Индиане» и придумал много разных деталей этого персонажа. Причёска «боб» была идеей Кейт, которую она позаимствовала из образа Розы Клебб из фильма о Джеймсе Бонде «Из России с любовью».
В том же 2008 году Кейт Бланшетт в паре с Брэдом Питтом появилась в картине Дэвида Финчера «Загадочная история Бенджамина Баттона» по рассказу Фрэнсиса Скотта Фицджеральда. В фильме она сыграла Дэйзи, подругу главного героя, живущего «наоборот» — от старости к младенчеству. Дэйзи, молодая танцовщица, богемная и свободолюбивая, которая изящно взрослеет на наших глазах, превращаясь в умирающую старую женщину. Питт с восхищением отзывался о работе с Кейт: «Актриса придала благородства нашей игре. Она восхитительна. Она может так читать сцены, как мало кто умеет. Роль танцовщицы ей подходит из-за её неоспоримой элегантности». Критики отметили неестественную игру Бланшетт молодой Дэйзи с её прохладностью и юношеской глупостью, будто актриса нашла неправильный образ, учитывая не совсем обычный ход сюжета. Но в целом игра Бланшетт была как всегда на высоте. За эту роль в 2009 году она была номинирована как Лучшая актриса на премию «Сатурн» и «Broadcast Film Critics Association Awards».
5 декабря 2008 года Кейт Бланшетт удостоилась Звезды на Голливудской «Аллее славы», которая расположена напротив театра Grauman’s Egyptian Theatre.
Кейт вместе с мужем Эндрю Аптоном с начала 2008 года являются художественными руководителями Sydney Theatre Company в своей родной Австралии, куда семья Бланшетт переехала из Англии в начале 2000-х. В ноябре 2006 года Бланшетт заявила, что переезд связан с решением относительно постоянного проживания своих детей, близости к своей семье, а также чувством принадлежности к австралийскому театральному сообществу.
В 2009 году вышел в американский прокат японский мультфильм «Рыбка Поньо на утёсе», где Кейт в англоязычной версии мультфильма дала голос Морской богине, матери Поньо, маленькой рыбки, которая влюбляется в мальчика и хочет стать девочкой.
В том же 2009 году в Австралии появились марки с изображением четырёх известных австралийцев, лауреатов премии «Оскар», — Николь Кидман, Джеффри Раша, Рассела Кроу и Кейт Бланшетт.

### Второй «Оскар» и текущие проекты
В 2010 году Кейт появилась в фильме Ридли Скотта «Робин Гуд», снятом по мотивам легенд о Робин Гуде с Расселом Кроу в главной роли. Кейт Бланшетт сыграла Леди Мэрион, подругу Робин Гуда. Фильм открывал Каннский кинофестиваль 12 мая 2010 года. На роль Мэрион претендовали такие звёзды, как Скарлетт Йоханссон, Эмили Блант, Анджелина Джоли, Зоуи Дешанель и Натали Портман, но выбрали Сиенну Миллер, которая от неё отказалась из-за конфликтов в своём расписании. Позднее роль отошла к Бланшетт, которая была в списке новых соискательниц среди Кейт Уинслет и Рэйчел Вайс. За свою роль Мэрион Кейт получила высокую оценку критиков — «Воплощая образ леди Мэрион, актриса привносит в фильм мягкость, как бы нивелируя общую эстетическую брутальность», «Кейт играет эту роль замысловато и с большим достоинством».

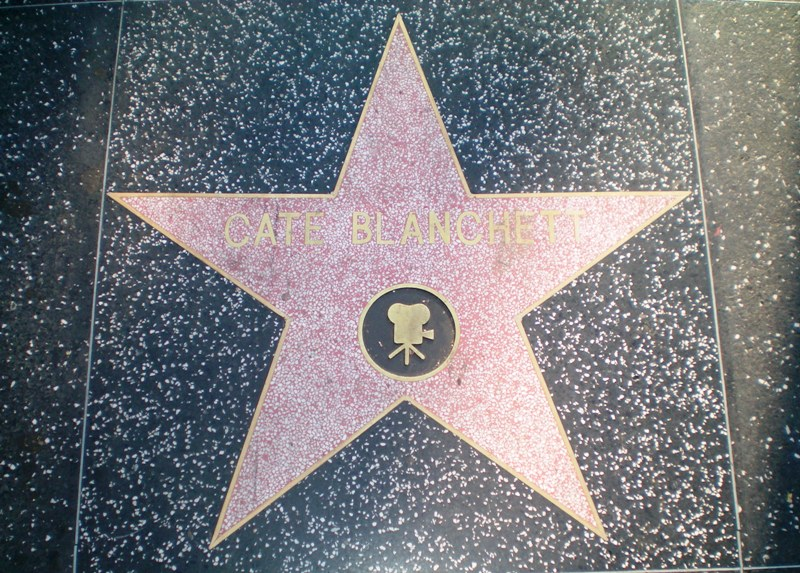
Звезда Кейт Бланшетт на Голливудской «Аллее славы»

В 2011 году Кейт Бланшетт приняла участие в съёмках трёх новых фильмов — комедии Стивена Содерберга «Последний раз, когда я видел Майкла Грэгга», где снялся также муж Кейт Эндрю Аптон, приключенческом триллере «Ханна. Совершенное оружие» и драме «Индийское лето» Джо Райта. В фильме «Ханна» Кейт досталась роль агента ЦРУ, которая охотится за юной девушкой-киллером (Сирша Ронан) и её отцом (Эрик Бана). Кроме того, Кейт повторила роль Галадриэль в проекте «Хоббит» Питера Джексона.
В 2012 году Бланшетт впервые работала с режиссёром Вуди Алленом — она снялась в одном из его немногих драматических фильмов «Жасмин», вышедшем в широкий прокат в 2013 году. Актриса исполнила роль женщины, которая в один день потеряла всё — дом, деньги и богатого мужа-бизнесмена, в связи с чем была вынуждена переехать жить к своей младшей сестре. Для создания образа увлекающейся алкоголем истерички, Кейт «наслаждалась прекрасным вином» и наблюдала за женщинами, попавшими в схожие ситуации. Критики приняли фильм крайне тепло, а роль актрисы посчитали одной из сильнейших и лучших в её карьере. Бланшетт была удостоена ряда наград, в том числе «Оскара», «Золотого глобуса», BAFTA и премии Гильдии киноактёров США. Статуэтку BAFTA актриса посвятила памяти своего близкого друга Филипа Сеймура Хоффмана, скоропостижно скончавшегося в феврале 2014 года.
Осенью 2013 года Бланшетт приступила к съёмкам в фильме Кеннета Браны «Золушка», ремейке диснеевского мультфильма. Актрисе досталась роль холодной и жестокой мачехи Золушки, леди Тремейн. «Золушка» вышла в прокат в марте 2015 года, имела критический и кассовый успех, а игра Кейт традиционно получила похвалу от многих кинокритиков.
В 2014 году актриса приняла участие в работе над романтической драмой «Кэрол», где её партнёршей по съёмочной площадке стала Руни Мара. В фильме идёт речь о 20-летней девушке, которая работает клерком в магазине и влюбляется в немолодую замужнюю женщину. Премьера фильма состоялась на Каннском кинофестивале, где он получил награды за лучшую женскую роль и Queer Palm, а самой картине были устроены овации. За свою роль актриса получила очередные номинации на премии «Оскар», «Золотой глобус», BAFTA и Гильдии киноактёров США.
В 2017 году вышел фильм «Тор: Рагнарёк», в котором Бланшетт сыграла отрицательную героиню Хелу, богиню смерти. Для подготовки к роли Бланшетт работала с каскадёршей Зои Белл, которая учила актрису выполнять движения капоэйры. В следующем году актриса появилась сразу в трёх картинах: «Восемь подруг Оушена», «Тайна дома с часами» и «Маугли». В спин-оффе фильма «Одиннадцать друзей Оушена» Бланшетт сыграла лучшую подругу героини Сандры Буллок. Девушки собирают команду (а именно Хелену Бонем Картер, Рианну, Сару Полсон, Аквафину и Минди Калинг) и отправляются на дело, главный приз в котором — ожерелье Cartier стоимостью 150 миллионов долларов. В фэнтези «Тайна дома с часами», основанном на одноимённом романе Джона Беллэрса, Кейт исполнила роль колдуньи и, по совместительству, соседки персонажа Джека Блэка. Им двоим, а также 10-летнему мальчику Льюису вместе предстоит спасти мир. В приключенческой драме Энди Серкиса «Маугли» Бланшетт озвучила женскую версию питона Каа.
В феврале 2019 года на экраны вышел анимационный фильм DreamWorks «Как приручить дракона 3», в которой Бланшетт вновь озвучила Валку, мать Иккинга. В том же году актриса появилась в трагикомедии «Куда ты пропала, Бернадетт?», основанной на одноимённом романе-бестселлере Марии Семпл. Бланшетт заранее прочитала роман и выразила желание сыграть героиню на самой ранней стадии работы над фильмом. До начала съёмок актриса лично встречалась с Семпл, чтобы узнать историю создания героини. Именно Бланшетт принадлежала идея ношения Бернадетт тёмных очков в фильме, которые писательница подарила актрисе при встрече. За роль в фильме актриса номинировалась на «Золотой глобус».
В 2021 году Бланшетт снялась в экранизации романа «Аллея кошмаров», за которую она получила номинацию на премию Гильдии киноактёров США. Актриса также появилась в сатирическом фильме «Не смотрите наверх». Обе киноленты выдвигались на премию «Оскар» за лучший фильм, что позволило Бланшетт побить рекорд Оливии де Хэвилленд с наибольшим количеством ролей (9) в кинокартинах, номинированных на награду в главной категории.
В 2022 году вышла новая работа с участием актрисы — драматический фильм «Тар» режиссёра Тодда Филда. Её воплощение в Лидию Тар, вымышленного известного дирижёра, получило очередное признание критиков. За фильм она была удостоена новых статуэток «Золотого глобуса» и BAFTA, а также второго Кубка Вольпи за лучшую женскую роль на Венецианском кинофестивале. Бланшетт в восьмой раз в карьере выдвигалась на «Оскар», став четвёртой актрисой по количеству номинаций на награду. Дэвид Руни The Hollywood Reporter писал, что актриса демонстрирует «поразительную игру — суровую, властно хладнокровную и очень медленно раскалывающуюся под давлением», и добавил, что это «знаменует собой ещё один пик карьеры Бланшетт, которые многие, вероятно, сочтут величайшим». В этом же году она воссоединилась с Гильермо дель Торо, озвучив одну из ролей в его мультфильме «Пиноккио».

## Признание и репутация
Кейт Бланшетт считается критиками одной из лучших и разносторонних актрис своего поколения. Она известна своей способностью играть персонажей из самых разных слоёв общества, а также широким выбором проектов: от малобюджетных независимых фильмов до громких блокбастеров. Критики в работах актрисы выделяли её умение имитировать разнообразные акценты, включая английский, ирландский, французский и американский. В опросе читателей журнала Empire, проведённом в 2022 году, Бланшетт была признана одной из 50 величайших актёров и актрис всех времён.
Редакторы Vulture Уилл Лейтч и Тим Грирсон, описывая Бланшетт как актрису, отмечали её мастерство «сочетать общительность и неприметность: она всегда полностью присутствует и в то же время находится вне досягаемости. Она всегда была смелой, бескомпромиссной и постоянно, непоколебимо самой собой». В 2019 году актёрская работа Бланшетт в фильме «Кэрол» заняла второе место в списке лучших киновоплощений десятилетия по версии журнала IndieWire. Кристиан Зилко, рецензируя её игру в фильме, писал: «Величайшее исполнение в карьере, где почти каждая роль ощущается как закономерный кандидат, взгляд Кейт Бланшетт на Кэрол Эйрд — настоящая симфония репрессивного безмолвия».
Актриса также упоминается в списках самых стильных женщин мира. В 2004 году ведущие редакторы журналов, визажисты, модельные агентства и фотографы назвали Кейт Бланшетт третьей самой красивой женщиной всех времён после Одри Хепбёрн и Лив Тайлер. В 2007 и 2013 годах она вошла в чарт «100 самых сексуальных кинозвёзд всех времён» по версии журнала Empire. В 2022 году актриса была включена в список журнала The Hollywood Reporter «100 женщин в индустрии развлечений». В 2023 году Бланшетт была названа в числе «Женщин года» по версии Time и появилась на обложке издания.

## Личная жизнь
С 29 декабря 1997 года Бланшетт замужем за сценаристом и редактором монтажа Эндрю Аптоном, с которым она встречалась год после их знакомства на съёмках телесериала. Они поженились незадолго до того, как актриса приступила к съёмкам в «Елизавете». Свадьба состоялась в национальном парке «Блу-Маунтинс» в австралийском штате Новый Южный Уэльс. Сначала супруги жили в прибрежном районе Сиднея, затем переехали в Лондон, а позже вернулись в Австралию. У супругов трое родных детей: сыновья Дэшил Джон Аптон (род. 3 декабря 2001, назван в честь Дэшила Хэммета, любимого писателя Эндрю), Роман Роберт Аптон (род. 23 апреля 2004) и Игнатиус Мартин Аптон (род. 13 апреля 2008). В марте 2015 года пара удочерила девочку Эдит Вивиан Патришу Аптон.

## Актёрские работы

### Кино и телевидение
| Год  |     | Русское название                                | Оригинальное название                              | Роль                     |
| ---- | --- | ----------------------------------------------- | -------------------------------------------------- | ------------------------ |
| 1993 | с   | Полицейский отряд спасения                      | Police Rescue                                      | миссис Хэйнс             |
| 1994 | с   | Хартлэнд                                        | Heartland                                          | Элизабет Эштон           |
| 1995 | мтф | Брени                                           | Bordertown                                         | Бьянка                   |
| 1996 | кор | Парк                                            | Parklands                                          | Рози                     |
| 1997 | ф   | Дорога в рай                                    | Paradise Road                                      | Сьюзан Макарти           |
| 1997 | ф   | Слава богу, он встретил Лиззи                   | Thank God He Met Lizzie                            | Лиззи                    |
| 1997 | ф   | Оскар и Люсинда                                 | Oscar and Lucinda                                  | Люсинда Лепластрир       |
| 1998 | ф   | Елизавета                                       | Elizabeth                                          | Елизавета I              |
| 1999 | кор | Сосиски                                         | Bangers                                            | Джули-Энн                |
| 1999 | ф   | Идеальный муж                                   | An Ideal Husband                                   | леди Гертруда Чилтерн    |
| 1999 | ф   | Управляя полётами                               | Pushing Tin                                        | Конни Фальцоне           |
| 1999 | ф   | Талантливый мистер Рипли                        | The Talented Mr. Ripley                            | Мередит Лог              |
| 2000 | ф   | Человек, который плакал                         | The Man Who Cried                                  | Лола                     |
| 2000 | ф   | Дар                                             | The Gift                                           | Аннабель «Энни» Уилсон   |
| 2001 | ф   | Бандиты                                         | Bandits                                            | Кейт Уилер               |
| 2001 | ф   | Властелин колец: Братство Кольца                | The Lord of the Rings: The Fellowship of the Ring  | Галадриэль               |
| 2001 | ф   | Шарлотта Грей                                   | Charlotte Gray                                     | Шарлотта Грей            |
| 2001 | ф   | Корабельные новости                             | The Shipping News                                  | Петал Беар               |
| 2002 | ф   | Рай                                             | Heaven                                             | Филиппа                  |
| 2002 | ф   | Властелин колец: Две крепости                   | The Lord of the Rings: The Two Towers              | Галадриэль               |
| 2003 | ф   | Охота на Веронику                               | Veronica Guerin                                    | Вероника Герин           |
| 2003 | ф   | Кофе и сигареты                                 | Coffee and Cigarettes                              | Кейт / Шелли             |
| 2003 | ф   | Последний рейд                                  | The Missing                                        | Мэгги Гилкесон           |
| 2003 | ф   | Властелин колец: Возвращение короля             | The Lord of the Rings: The Return of the King      | Галадриэль               |
| 2004 | ф   | Авиатор                                         | The Aviator                                        | Кэтрин Хепбёрн           |
| 2004 | ф   | Водная жизнь Стива Зиссу                        | The Life Aquatic with Steve Zissou                 | Джейн Уинслетт-Ричардсон |
| 2005 | ф   | Маленькая рыбка                                 | Little Fish                                        | Трейси Харт              |
| 2006 | ф   | Типа крутые легавые                             | Hot Fuzz                                           | Жаннин                   |
| 2006 | ф   | Скандальный дневник                             | Notes on a Scandal                                 | Шеба Харт                |
| 2006 | ф   | Хороший немец                                   | The Good German                                    | Лина Брандт              |
| 2006 | ф   | Вавилон                                         | Babel                                              | Сьюзан                   |
| 2007 | ф   | Золотой век                                     | Golden Age                                         | Елизавета I              |
| 2007 | ф   | Меня там нет                                    | I’m Not There                                      | Джуд Куинн               |
| 2008 | ф   | Индиана Джонс и Королевство хрустального черепа | Indiana Jones and the Kingdom of the Crystal Skull | Ирина Спалько            |
| 2008 | мф  | Рыбка Поньо на утёсе                            | Gake no ue no Ponyo                                | мать Поньо               |
| 2008 | ф   | Загадочная история Бенджамина Баттона           | The Curious Case of Benjamin Button                | Дэйзи Фуллер             |
| 2010 | ф   | Робин Гуд                                       | Robin Hood                                         | Леди Мэрион              |
| 2011 | ф   | Ханна. Совершенное оружие                       | Hanna                                              | Марисса Уиглер           |
| 2012 | ф   | Хоббит: Нежданное путешествие                   | The Hobbit: An Unexpected Journey                  | Галадриэль               |
| 2012 | мс  | Гриффины                                        | Family Guy                                         | Пенелопа                 |
| 2013 | ф   | Жасмин                                          | Blue Jasmine                                       | Жасмин (Жанетт) Фрэнсис  |
| 2013 | ф   | Хоббит: Пустошь Смауга                          | The Hobbit: The Desolation of Smaug                | Галадриэль               |
| 2014 | ф   | Охотники за сокровищами                         | The Monuments Men                                  | Роуз Вэлланд             |
| 2014 | ф   | Хоббит: Битва пяти воинств                      | The Hobbit: The Battle of the Five Armies          | Галадриэль               |
| 2014 | мф  | Как приручить дракона 2                         | How to Train Your Dragon 2                         | Валка                    |
| 2014 | с   | Рейк                                            | Rake                                               | Кларисса Грин            |
| 2015 | ф   | Золушка                                         | Cinderella                                         | леди Тремейн             |
| 2015 | ф   | Рыцарь кубков                                   | Knight of Cups                                     | Нэнси                    |
| 2015 | ф   | Кэрол                                           | Carol                                              | Кэрол Эйрд               |
| 2015 | ф   | Правда                                          | Truth                                              | Мэри Мэйпс               |
| 2015 | ф   | Манифесто                                       | Manifesto                                          | различные роли           |
| 2016 | док | Путешествие времени                             | Voyage of Time                                     | рассказчик               |
| 2017 | ф   | Между нами музыка                               | Song to Song                                       | Аманда                   |
| 2017 | ф   | Тор: Рагнарёк                                   | Thor: Ragnarok                                     | Хела                     |
| 2018 | ф   | 8 подруг Оушена                                 | Ocean's Eight                                      | Лу                       |
| 2018 | ф   | Тайна дома с часами                             | The House with a Clock in its Walls                | Флоренция Циммерман      |
| 2018 | ф   | Маугли                                          | Mowgli: Legend of the Jungle                       | Каа                      |
| 2019 | мф  | Как приручить дракона 3                         | How to Train Your Dragon 3                         | Валка                    |
| 2019 | с   | Документалистика сегодня!                       | Documentary Now!                                   | Изабелла Барта           |
| 2019 | ф   | Куда ты пропала, Бернадетт?                     | Where'd You Go, Bernadette                         | Бернадетт Фокс           |
| 2020 | с   | Миссис Америка                                  | Mrs. America                                       | Филлис Шлэфли            |
| 2021 | ф   | Не смотрите наверх                              | Don’t Look Up                                      | Бри Эванти               |
| 2021 | с   | Постановка                                      | Staged                                             | В роли самой себя        |
| 2021 | ф   | Аллея кошмаров                                  | Nightmare Alley                                    | Лилит Риттер             |
| 2022 | ф   | Тар                                             | TÁR                                                | Лидия Тар                |
| 2022 | мф  | Пиноккио Гильермо дель Торо                     | Pinocchio                                          | Спаццатура               |
| 2023 | ф   | Новенький                                       | The New Boy                                        | сестра Эйлин             |
| 2024 | ф   | Слухи                                           | Rumours                                            | канцлер Хильда Ортманн   |
| 2024 | ф   | Бордерлендс                                     | Borderlands                                        | Лилит                    |
| 2024 | с   | Все совпадения неслучайны                       | Disclaimer                                         | Кэтрин Рэйвенскрофт      |
| 2025 | ф   | Чёрный чемодан — двойная игра                   | Black Bag                                          | Кэтрин Вудхаус           |
| 2025 | ф   | Отец, мать, сестра, брат                        | Father, Mother, Sister, Brother                    |                          |
| 2025 | с   | Игра в кальмара                                 | 오징어 게임                                        | американская вербовщица  |
| TBA  | ф   | Банда Альфа                                     | Alpha Gang                                         | Альфа-один               |
| TBA  | ф   | Руководство для домработниц                     | A Manual for Cleaning Women                        |                          |

### Театр
| Год       | Название                                       | Место проведения                                             | Роль                     | Примечания                                                                            | Ист.    |
| --------- | ---------------------------------------------- | ------------------------------------------------------------ | ------------------------ | ------------------------------------------------------------------------------------- | ------- |
| до 1992   | The Odyssey of Runyon Jones                    | Methodist Ladies' College, Мельбурн                          | Имя персонажа неизвестно | адаптация пьесы Нормана Корвина                                                       |         |
| до 1992   | Загнанных лошадей пристреливают, не правда ли? | Methodist Ladies' College, Мельбурн                          | режиссёр                 | режиссёр сокурсников в производстве адаптации новеллы Хораса Маккоя                   |         |
| 1992      | Электра                                        | National Institute of Dramatic Art, Мельбурн                 | Электра                  | главная роль                                                                          | [ 115 ] |
| 1992—1993 | Top Girls                                      | Sydney Theatre Company, Сидней                               | Гризельда / Нелл / Жанин | пьеса Кэрила Черчилля                                                                 | [ 116 ] |
| 1993      | Kafka Dances                                   | Sydney Theatre Company, The Griffin Theatre Company          | Фелиция Бауэр            |                                                                                       | [ 116 ] |
| 1993      | Олеанна                                        | Sydney Theatre Company                                       | Кэрол                    | главная роль, выиграла Rosemont Best Actress Award                                    | [ 117 ] |
| 1994      | Гамлет, принц датский                          | Belvoir Street Theatre Company                               | Офелия                   | играла вместе с Джефри Рашем, режиссёр Нил Армфилд                                    | [ 116 ] |
| 1995      | Sweet Phoebe                                   | Sydney Theatre Company, Сидней, и Croyden Warehouse, Лондон  | Хелен                    | ведущая роль в Belvoir Street Theatre/Playbox Theatre, сценарист и режиссёр Майкл Гоф | [ 117 ] |
| 1995      | Буря                                           | Belvoir Street Theatre Company                               | Миранда                  | режиссёр Нил Армфилд, играла вместе с Дакстоном Шевалье                               | [ 116 ] |
| 1995      | The Blind Giant is Dancing                     | Belvoir Street Theatre Company                               | Роуз Драпер              | пьеса Стивена Сьюэлла, играла вместе с Хьюго Уивингом                                 | [ 118 ] |
| 1997      | Чайка                                          | Belvoir Street Theatre Company                               | Нина Заречная            | пьеса Чехова, режиссёр Нил Армфилд                                                    | [ 116 ] |
| 1999      | Plenty                                         | The Alemida Season в Albery Theatre, Лондон                  | Сьюзан Траэрн            | главная роль по пьесе Дэвида Хэа, режиссёр Джонатан Кент                              | [ 119 ] |
| 1999      | Монологи вагины                                | Old Vic Theatre, Лондон                                      | Имя персонажа неизвестно | играла вместе с Мелани Гриффит                                                        | [ 120 ] |
| 2004—2005 | Гедда Габлер                                   | Sydney Theatre Company / Brooklyn Academy of Music, Нью-Йорк | Гедда Габлер             |                                                                                       | [ 117 ] |
| 2006      | A Kind of Alaska                               | Sydney Theatre Company, Сидней                               | Имя персонажа неизвестно | режиссёр Эндрю Аптон                                                                  | [ 121 ] |
| 2007      | Blackbird                                      | Sydney Theatre Company                                       | Имя персонажа неизвестно | режиссёр Дэвид Харроуэр                                                               | [ 122 ] |
| 2008      | Minutes of a Separation                        | Женева                                                       | Имя персонажа неизвестно |                                                                                       |         |
| 2009      | Цикл Война Роз                                 | Sydney Theatre Company                                       | Ричард II, Леди Анна     |                                                                                       | [ 117 ] |
| 2009      | Трамвай «Желание»                              | Sydney Theatre Company                                       | Бланш Дюбуа              | режиссёр Лив Ульман, играла с Джоэлом Эдгертоном                                      | [ 123 ] |
| 2011      | Дядя Ваня                                      | Sydney Theatre Company                                       | Елена Андреевна          |                                                                                       | [ 124 ] |
| 2011      | Gross und Klein                                | Sydney Theatre Company                                       | Лотте                    | режиссёр Бенедикт Эндрюс                                                              | [ 117 ] |
| 2013      | Служанки                                       | Sydney Theatre Company                                       | Клэр                     | пьеса Жана Жене, режиссёр Бенедикт Эндрюс                                             | [ 117 ] |
| 2015      | Безотцовщина                                   | Sydney Theatre Company                                       | Анна Петровна            | режиссёр Джон Кроули                                                                  | [ 125 ] |
| 2017      | Безотцовщина                                   | Ethel Barrymore Theatre                                      | Анна Петровна            | бродвейский дебют                                                                     | [ 126 ] |

### Музыкальные видео
| Год  | Название                          | Исполнитель    | Ист.    |
| ---- | --------------------------------- | -------------- | ------- |
| 2016 | «The Spoils»                      | Massive Attack | [ 127 ] |
| 2023 | «The Girl Is Crying In Her Latte» | Sparks         | [ 128 ] |

## Награды и номинации
Полный список наград и номинаций на сайте IMDb.com.
| Награды и номинации                    | Награды и номинации | Награды и номинации                               | Награды и номинации                                                                  | Награды и номинации |
| Награда                                | Год                 | Категория                                         | Работа                                                                               | Результат           |
| -------------------------------------- | ------------------- | ------------------------------------------------- | ------------------------------------------------------------------------------------ | ------------------- |
| Оскар                                  | 1999                | Лучшая женская роль                               | Елизавета                                                                            | Номинация           |
| Оскар                                  | 2005                | Лучшая женская роль второго плана                 | Авиатор                                                                              | Победа              |
| Оскар                                  | 2007                | Лучшая женская роль второго плана                 | Скандальный дневник                                                                  | Номинация           |
| Оскар                                  | 2008                | Лучшая женская роль второго плана                 | Меня там нет                                                                         | Номинация           |
| Оскар                                  | 2008                | Лучшая женская роль                               | Золотой век                                                                          | Номинация           |
| Оскар                                  | 2014                | Лучшая женская роль                               | Жасмин                                                                               | Победа              |
| Оскар                                  | 2016                | Лучшая женская роль                               | Кэрол                                                                                | Номинация           |
| Оскар                                  | 2023                | Лучшая женская роль                               | Тар                                                                                  | Номинация           |
| BAFTA                                  | 1999                | Лучшая женская роль                               | Елизавета                                                                            | Победа              |
| BAFTA                                  | 2000                | Лучшая женская роль второго плана                 | Талантливый мистер Рипли                                                             | Номинация           |
| BAFTA                                  | 2005                | Лучшая женская роль второго плана                 | Авиатор                                                                              | Победа              |
| BAFTA                                  | 2008                | Лучшая женская роль второго плана                 | Меня там нет                                                                         | Номинация           |
| BAFTA                                  | 2008                | Лучшая женская роль                               | Золотой век                                                                          | Номинация           |
| BAFTA                                  | 2014                | Лучшая женская роль                               | Жасмин                                                                               | Победа              |
| BAFTA                                  | 2016                | Лучшая женская роль                               | Кэрол                                                                                | Номинация           |
| BAFTA                                  | 2023                | Лучшая женская роль                               | Тар                                                                                  | Победа              |
| Золотой глобус                         | 1999                | Лучшая женская роль — драма                       | Елизавета                                                                            | Победа              |
| Золотой глобус                         | 2002                | Лучшая женская роль — комедия или мюзикл          | Бандиты                                                                              | Номинация           |
| Золотой глобус                         | 2004                | Лучшая женская роль — драма                       | Охота на Веронику                                                                    | Номинация           |
| Золотой глобус                         | 2005                | Лучшая женская роль второго плана — Кинофильм     | Авиатор                                                                              | Номинация           |
| Золотой глобус                         | 2007                | Лучшая женская роль второго плана — Кинофильм     | Скандальный дневник                                                                  | Номинация           |
| Золотой глобус                         | 2008                | Лучшая женская роль второго плана — Кинофильм     | Меня там нет                                                                         | Победа              |
| Золотой глобус                         | 2008                | Лучшая женская роль — драма                       | Золотой век                                                                          | Номинация           |
| Золотой глобус                         | 2014                | Лучшая женская роль — драма                       | Жасмин                                                                               | Победа              |
| Золотой глобус                         | 2016                | Лучшая женская роль — драма                       | Кэрол                                                                                | Номинация           |
| Золотой глобус                         | 2020                | Лучшая женская роль — комедия или мюзикл          | Куда ты пропала, Бернадетт?                                                          | Номинация           |
| Золотой глобус                         | 2021                | Лучшая женская роль — мини-сериал или телефильм   | Миссис Америка                                                                       | Номинация           |
| Золотой глобус                         | 2023                | Лучшая женская роль — драма                       | Тар                                                                                  | Победа              |
| Эмми                                   | 2020                | Лучший мини-сериал (как исполнительный продюсер)  | Миссис Америка                                                                       | Номинация           |
| Эмми                                   | 2020                | Лучшая женская роль в мини-сериале или фильме     | Миссис Америка                                                                       | Номинация           |
| Премия Гильдии киноактёров США         | 1999                | Лучшая женская роль                               | Елизавета                                                                            | Номинация           |
| Премия Гильдии киноактёров США         | 2002                | Лучшая женская роль второго плана                 | Бандиты                                                                              | Номинация           |
| Премия Гильдии киноактёров США         | 2002                | Лучший актёрский состав                           | Властелин колец: Братство Кольца                                                     | Номинация           |
| Премия Гильдии киноактёров США         | 2003                | Лучший актёрский состав                           | Властелин колец: Две крепости                                                        | Номинация           |
| Премия Гильдии киноактёров США         | 2004                | Лучший актёрский состав                           | Властелин колец: Возвращение короля                                                  | Победа              |
| Премия Гильдии киноактёров США         | 2005                | Лучшая женская роль второго плана                 | Авиатор                                                                              | Победа              |
| Премия Гильдии киноактёров США         | 2005                | Лучший актёрский состав                           | Авиатор                                                                              | Номинация           |
| Премия Гильдии киноактёров США         | 2007                | Лучшая женская роль второго плана                 | Скандальный дневник                                                                  | Номинация           |
| Премия Гильдии киноактёров США         | 2007                | Лучший актёрский состав                           | Вавилон                                                                              | Номинация           |
| Премия Гильдии киноактёров США         | 2008                | Лучшая женская роль второго плана                 | Меня там нет                                                                         | Номинация           |
| Премия Гильдии киноактёров США         | 2008                | Лучшая женская роль                               | Золотой век                                                                          | Номинация           |
| Премия Гильдии киноактёров США         | 2009                | Лучший актёрский состав                           | Загадочная история Бенджамина Баттона                                                | Номинация           |
| Премия Гильдии киноактёров США         | 2014                | Лучшая женская роль                               | Жасмин                                                                               | Победа              |
| Премия Гильдии киноактёров США         | 2016                | Лучшая женская роль                               | Кэрол                                                                                | Номинация           |
| Премия Гильдии киноактёров США         | 2021                | Лучшая женская роль в телефильме или мини-сериале | Миссис Америка                                                                       | Номинация           |
| Премия Гильдии киноактёров США         | 2022                | Лучшая женская роль второго плана                 | Аллея кошмаров                                                                       | Номинация           |
| Премия Гильдии киноактёров США         | 2022                | Лучший актёрский состав                           | Не смотрите наверх                                                                   | Номинация           |
| Премия Гильдии киноактёров США         | 2023                | Лучшая женская роль                               | Тар                                                                                  | Номинация           |
| Спутник                                | 1999                | Лучшая женская роль — драма                       | Елизавета                                                                            | Победа              |
| Спутник                                | 2000                | Лучшая женская роль второго плана — кинофильм     | Идеальный муж                                                                        | Номинация           |
| Спутник                                | 2002                | Лучшая женская роль — драма                       | Шарлотта Грей                                                                        | Номинация           |
| Спутник                                | 2005                | Лучшая женская роль второго плана — кинофильм     | Авиатор                                                                              | Номинация           |
| Спутник                                | 2006                | Лучшая женская роль второго плана — кинофильм     | Скандальный дневник                                                                  | Номинация           |
| Спутник                                | 2007                | Лучшая женская роль — комедия или мюзикл          | Меня там нет                                                                         | Номинация           |
| Спутник                                | 2014                | Лучшая женская роль — кинофильм                   | Жасмин                                                                               | Победа              |
| Спутник                                | 2016                | Лучшая женская роль — кинофильм                   | Кэрол                                                                                | Номинация           |
| Спутник                                | 2021                | Лучшая женская роль в мини-сериале или телефильме | Миссис Америка                                                                       | Победа              |
| Спутник                                | 2023                | Лучшая женская роль — кинофильм                   | Тар                                                                                  | Номинация           |
| Сатурн                                 | 2001                | Лучшая киноактриса                                | Дар                                                                                  | Номинация           |
| Сатурн                                 | 2003                | Лучшая киноактриса                                | Последний рейд                                                                       | Номинация           |
| Сатурн                                 | 2007                | Лучшая киноактриса второго плана                  | Скандальный дневник                                                                  | Номинация           |
| Сатурн                                 | 2009                | Лучшая киноактриса                                | Загадочная история Бенджамина Баттона                                                | Номинация           |
| Сатурн                                 | 2022                | Лучшая киноактриса                                | Аллея кошмаров                                                                       | Номинация           |
| Выбор критиков                         | 1999                | Лучшая актриса                                    | Елизавета                                                                            | Победа              |
| Выбор критиков                         | 2004                | Лучший актёрский состав                           | Властелин колец: Возвращение короля                                                  | Победа              |
| Выбор критиков                         | 2005                | Лучшая актриса                                    | Авиатор                                                                              | Номинация           |
| Выбор критиков                         | 2005                | Лучший актёрский ансамбль                         | Водная жизнь Стива Зиссу                                                             | Номинация           |
| Выбор критиков                         | 2007                | Лучшая актриса                                    | Скандальный дневник                                                                  | Номинация           |
| Выбор критиков                         | 2007                | Лучший актёрский ансамбль                         | Вавилон                                                                              | Номинация           |
| Выбор критиков                         | 2008                | Лучшая актриса                                    | Меня там нет                                                                         | Номинация           |
| Выбор критиков                         | 2009                | Лучшая актриса                                    | Загадочная история Бенджамина Баттона                                                | Номинация           |
| Выбор критиков                         | 2009                | Лучший актёрский ансамбль                         | Загадочная история Бенджамина Баттона                                                | Номинация           |
| Выбор критиков                         | 2014                | Лучшая актриса                                    | Жасмин                                                                               | Победа              |
| Выбор критиков                         | 2016                | Лучшая актриса                                    | Кэрол                                                                                | Номинация           |
| Выбор критиков                         | 2021                | Лучшая актриса в телефильме или мини-сериале      | Миссис Америка                                                                       | Номинация           |
| Выбор критиков                         | 2023                | Лучшая актриса                                    | Тар                                                                                  | Победа              |
| Премия Рэймонда Лонгфорда              | 2015                | Премия за вклад в кинематограф                    | н/д                                                                                  | Победа              |
| Независимый дух                        | 2004                | Лучшая женская роль второго плана                 | Кофе и сигареты                                                                      | Номинация           |
| Независимый дух                        | 2008                | Лучшая женская роль второго плана                 | Меня там нет                                                                         | Победа              |
| Независимый дух                        | 2008                | Награда имени Роберта Олтмена                     | Меня там нет                                                                         | Победа              |
| Независимый дух                        | 2014                | Лучшая женская роль                               | Жасмин                                                                               | Победа              |
| Независимый дух                        | 2016                | Лучшая женская роль                               | Кэрол                                                                                | Номинация           |
| Независимый дух                        | 2023                | Лучшая главная роль                               | Тар                                                                                  | Номинация           |
| Готэм                                  | 2006                | Лучший актёрский ансамбль                         | Вавилон                                                                              | Победа              |
| Готэм                                  | 2013                | Лучшая актриса                                    | Жасмин                                                                               | Номинация           |
| Готэм                                  | 2015                | Лучшая актриса                                    | Кэрол                                                                                | Номинация           |
| Готэм                                  | 2022                | Лучшая главная роль                               | Тар                                                                                  | Номинация           |
| Премия Хелен Хейс                      | 2009                | Лучшая ведущая актриса в гастрольной постановке   | Трамвай «Желание»                                                                    | Победа              |
| Премия Хелен Хейс                      | 2010                | Лучшая ведущая актриса в гастрольной постановке   | Дядя Ваня                                                                            | Победа              |
| Венецианский кинофестиваль             | 2007                | Кубок Вольпи за лучшую женскую роль               | Меня там нет                                                                         | Победа              |
| Венецианский кинофестиваль             | 2022                | Кубок Вольпи за лучшую женскую роль               | Тар                                                                                  | Победа              |
| Гильдия художников по костюмам         | 2016                | Награда от Lacoste                                | н/д                                                                                  | Победа              |
| Blockbuster Entertainment              | 2000                | Лучшая актриса второго плана                      | Талантливый мистер Рипли                                                             | Номинация           |
| MTV Movie Awards                       | 1999                | Лучший женский прорыв года                        | Елизавета                                                                            | Номинация           |
| Выбор народа                           | 2009                | Лучшая актриса в жанре экшн                       | Загадочная история Бенджамина Баттона                                                | Номинация           |
| Премия британского независимого кино   | 2007                | Лучшая актриса второго плана                      | Скандальный дневник                                                                  | Номинация           |
| Империя                                | 1999                | Лучший дебют                                      | Елизавета                                                                            | Номинация           |
| Империя                                | 1999                | Лучшая актриса                                    | Елизавета                                                                            | Победа              |
| Империя                                | 2004                | Лучшая актриса                                    | Охота на Веронику                                                                    | Номинация           |
| Империя                                | 2005                | Лучшая актриса                                    | Авиатор                                                                              | Номинация           |
| Империя                                | 2008                | Лучшая актриса                                    | Золотой век                                                                          | Номинация           |
| Империя                                | 2014                | Лучшая актриса                                    | Жасмин                                                                               | Номинация           |
| Teen Choice Awards                     | 2008                | Лучший злодей                                     | Индиана Джонс и Королевство хрустального черепа                                      | Номинация           |
| Teen Choice Awards                     | 2010                | Актриса экшена                                    | Робин Гуд                                                                            | Номинация           |
| Teen Choice Awards                     | 2014                | Лучшее озвучивание                                | Как приручить дракона 2                                                              | Номинация           |
| Teen Choice Awards                     | 2018                | Лучший злодей                                     | Тор: Рагнарёк                                                                        | Номинация           |
| AACTA Awards                           | 1997                | Лучшая женская роль второго плана                 | Слава богу, он встретил Лиззи                                                        | Победа              |
| AACTA Awards                           | 1998                | Лучшая женская роль второго плана                 | Оскар и Люсинда                                                                      | Номинация           |
| AACTA Awards                           | 2005                | Лучшая женская роль второго плана                 | Маленькая рыбка                                                                      | Победа              |
| AACTA Awards                           | 2008                | Лучшая женская роль                               | Золотой век                                                                          | Победа              |
| AACTA Awards                           | 2014                | Лучшая женская роль                               | Жасмин                                                                               | Победа              |
| AACTA Awards                           | 2016                | Лучшая женская роль                               | Кэрол                                                                                | Победа              |
| AACTA Awards                           | 2016                | Премия Лонгфорда Лайелла                          | н/д                                                                                  | Победа              |
| AACTA Awards                           | 2021                | Лучшая женская роль в сериале                     | Миссис Америка                                                                       | Номинация           |
| AACTA Awards                           | 2022                | Лучшая женская роль второго плана                 | Не смотрите наверх                                                                   | Номинация           |
| AACTA Awards                           | 2023                | Лучшая женская роль                               | Тар                                                                                  | Победа              |
| Премия Лондонского кружка кинокритиков | 1998                | Актриса года                                      | Елизавета                                                                            | Победа              |
| Премия Лондонского кружка кинокритиков | 2014                | Актриса года                                      | Жасмин                                                                               | Победа              |
| Премия Лондонского кружка кинокритиков | 2016                | Актриса года                                      | Кэрол                                                                                | Номинация           |
| Премия Лондонского кружка кинокритиков | 2023                | Актриса года                                      | Тар                                                                                  | Победа              |
| Национальное общество кинокритиков США | 1999                | Лучшая женская роль                               | Елизавета                                                                            | 2-е место           |
| Национальное общество кинокритиков США | 2005                | Лучшая женская роль второго плана                 | Авиатор Кофе и сигареты                                                              | 2-е место           |
| Национальное общество кинокритиков США | 2008                | Лучшая женская роль второго плана                 | Меня там нет                                                                         | Победа              |
| Национальное общество кинокритиков США | 2014                | Лучшая женская роль                               | Жасмин                                                                               | Победа              |
| Национальное общество кинокритиков США | 2023                | Лучшая женская роль                               | Тар                                                                                  | Победа              |
| Австралийский киноинститут             | 2005                | Выбор читателей                                   | Авиатор                                                                              | Победа              |
| Национальный совет кинокритиков США    | 2001                | Лучшая актриса второго плана                      | Человек, который плакал Корабельные новости Властелин колец: Братство Кольца         | Победа              |
| Национальный совет кинокритиков США    | 2003                | Лучший актёрский ансамбль                         | Властелин колец: Возвращение короля                                                  | Победа              |
| Общество кинокритиков Флориды          | 2001                | Лучшая актриса                                    | Человек, который плакал Бандиты Властелин колец: Братство Кольца Корабельные новости | Победа              |
| Общество кинокритиков Флориды          | 2006                | Лучшая актриса                                    | Скандальный дневник                                                                  | Победа              |
| Общество кинокритиков Флориды          | 2013                | Лучшая актриса                                    | Жасмин                                                                               | Победа              |
| Общество кинокритиков Флориды          | 2015                | Лучшая актриса                                    | Кэрол                                                                                | Номинация           |
| Общество кинокритиков Флориды          | 2022                | Лучшая актриса                                    | Тар                                                                                  | Победа              |
| Ассоциация кинокритиков Торонто        | 1998                | Лучшая актриса                                    | Елизавета                                                                            | Победа              |
| Ассоциация кинокритиков Торонто        | 2006                | Лучшая актриса                                    | Скандальный дневник                                                                  | Победа              |
| Ассоциация кинокритиков Торонто        | 2007                | Лучшая актриса                                    | Меня там нет                                                                         | Победа              |
| Ассоциация кинокритиков Торонто        | 2013                | Лучшая актриса                                    | Жасмин                                                                               | Победа              |
| Ассоциация кинокритиков Торонто        | 2015                | Лучшая актриса                                    | Кэрол                                                                                | Номинация           |
| Ассоциация кинокритиков Торонто        | 2022                | Лучшая актриса                                    | Тар                                                                                  | Победа              |
| Общество кинокритиков Нью-Йорка        | 2007                | Лучшая актриса второго плана                      | Меня там нет                                                                         | 2-е место           |
| Общество кинокритиков Нью-Йорка        | 2013                | Лучшая актриса                                    | Жасмин                                                                               | Победа              |
| Общество кинокритиков Нью-Йорка        | 2022                | Лучшая актриса                                    | Тар                                                                                  | Победа              |
| Общество кинокритиков Сан-Диего        | 2001                | Лучшая актриса                                    | Шарлотта Грей                                                                        | 2-е место           |
| Общество кинокритиков Сан-Диего        | 2006                | Лучший актёрский ансамбль                         | Вавилон                                                                              | Победа              |
| Общество кинокритиков Сан-Диего        | 2007                | Лучшая актриса                                    | Меня там нет                                                                         | 2-е место           |
| Общество кинокритиков Сан-Диего        | 2013                | Лучшая актриса                                    | Жасмин                                                                               | Победа              |
| Общество кинокритиков Сан-Диего        | 2022                | Лучшая актриса второго плана                      | Аллея кошмаров                                                                       | Номинация           |
| Общество кинокритиков Сан-Диего        | 2023                | Лучшая актриса                                    | Тар                                                                                  | 2-е место           |
| Тони                                   | 2017                | Лучшая женская роль в пьесе                       | Безотцовщина                                                                         | Номинация           |
| Драма Деск                             | 2017                | Лучшая женская роль в пьесе                       | Безотцовщина                                                                         | Номинация           |
| Премия Лиги Драмы                      | 2017                | Лучшая женская роль в пьесе                       | Безотцовщина                                                                         | Номинация           |
| Голливудская «Аллея славы»             | 2008                | Именная звезда за вклад в киноиндустрию           | н/д                                                                                  | Победа              |